# Capri Leone
Pour les articles homonymes, voir Capri (homonymie) et Leone.
Capri Leone est une commune italienne de la province de Messine, dans la région Sicile.

## Administration
| Période                                  | Période | Identité | Étiquette | Qualité |
| ---------------------------------------- | ------- | -------- | --------- | ------- |
|                                          |         |          |           |         |
| Les données manquantes sont à compléter. |         |          |           |         |

### Communes limitrophes
Capo d'Orlando, Frazzanò, Mirto, San Marco d'Alunzio, Torrenova